# 大阪市立大宮西小学校
大阪市立大宮西小学校（おおさかしりつ おおみやにししょうがっこう）は、大阪府大阪市旭区にある公立小学校。

## 沿革
近隣にある大阪市大宮国民学校（現在の大阪市立大宮小学校）の児童数が増加したため、1942年に同校より分離し、現在地に開校した。創立当初の校舎は、日本橋小学校・西九条小学校・東平小学校（現在は中央小学校に統合）の3小学校で使用されていた校舎を移築して建設された。
太平洋戦争の影響で1944年以降国民学校児童の学童疎開が実施されることになった。大阪市では縁故疎開できない児童について学校単位での集団疎開をおこなうことになり、疎開先の府県は各行政区ごとに割り当てられた。旭区の国民学校では大阪府北摂および北河内方面が疎開先に決定し、大宮西国民学校では三島郡三島村・玉櫛村（以上、現在の茨木市）および北河内郡津田町（現在の枚方市）へ疎開している。総持寺などを宿舎とした。
1947年の学制改革により、大阪市立大宮西小学校に改称した。

### 年表
- 1942年4月 - 大阪市大宮西国民学校として創立。18学級、児童1064名。
- 1942年10月15日 - 創立記念式典を実施。この日を創立記念日とする。
- 1944年8月 - 学童疎開を実施。
- 1945年6月 - 大阪大空襲で西校舎が焼失。
- 1947年4月 - 学制改革により、大阪市立大宮西小学校に改称。
- 1962年9月 - 校歌制定。
- 1964年9月 - 標準服制定。
- 2012年1月 - 東校舎の建て替え開始。

## 通学区域
- 大阪市旭区 中宮1丁目-5丁目。

卒業生は大阪市立大宮中学校に進学する。

## 交通
- 地下鉄谷町線 千林大宮駅 西へ約800m。
- 京阪本線 森小路駅 西へ約1km。
- 大阪シティバス 旭区役所・区民センター前バス停。

## 公式サイト
- 大阪市立大宮西小学校